# مولر سانتوس دا سيلفا
مولر سانتوس دا سيلفا هو لاعب كرة قدم برازيلي في مركز الهجوم، ولد في 1985. لعب مع نادي ال كي اس ودز.